# Barbara Bel Geddes
Barbara Bel Geddes (født 31. oktober 1922, død 8. august 2005) var en amerikansk skuespiller, tegner og børnebogsforfatter, der især var kendt for sin rolle som Ellie Ewing i tv-serien Dallas. Hun indledte sin karriere som teaterskuespiller med adskillige roller på Broadway i New York, heriblandt i førsteopsætningen af Tennessee Williams' Kat på et varmt bliktag i 1956. Efterhånden fik hun også flere filmroller og var blandt andet med i Hitchcocks Vertigo.